# Tomasz Górski

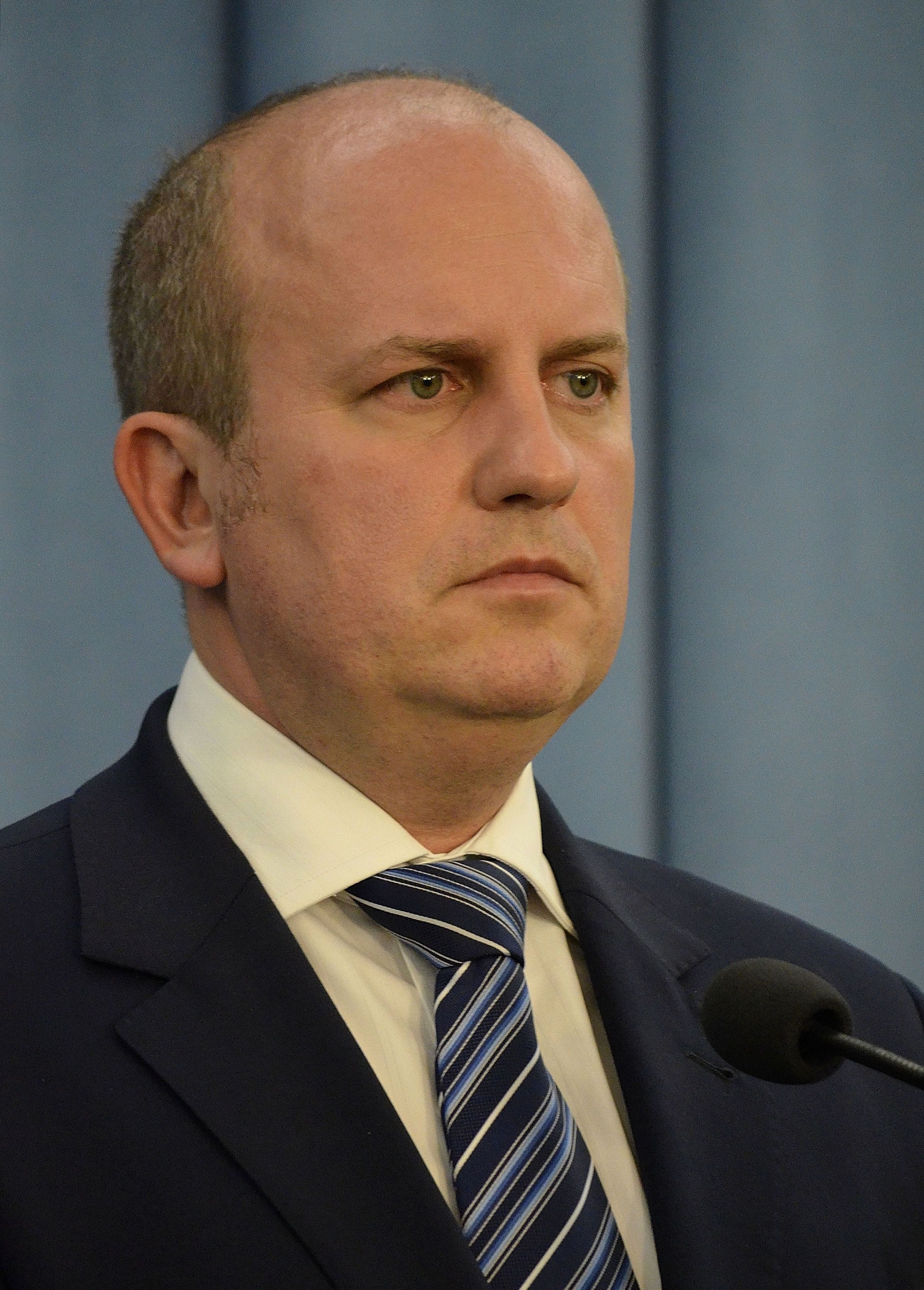
Tomasz Górski (2015)

Tomasz Górski (* 15. August 1973 in Posen) ist ein polnischer Unternehmer, Politiker (PP, PiS, SP, KORWiN). Von 2005 bis 2015 war er Abgeordneter des Sejm in der V., VI. und VII. Wahlperiode.

## Leben und Beruf
1992 legte Górski das Abitur am III. Allgemeinbildenden Lyceum "Generałowej Zamoyskiej i Heleny Modrzejewskiej" in Posen ab. Er führte einen eigenen Betrieb. Nach seiner politischen Karriere wurde er Kanzler der privaten Wyższa Szkoła Handlu i Usług w Poznaniu. Am 30. Januar 2023 wurde er wegen Kreditbetrugs, Vertragsfälschung und Verwendung gefälschter Unterlagen aus der Zeit vor seiner politischen Tätigkeit in den 1990er Jahren zu zwei Jahren Haft auf Bewährung verurteilt.
Górski ist verheiratet und hat eine Tochter.

## Politik
Górski schloss sich zunächst der Przymierze Prawicy (PP) an. Als diese 2002 in der Prawo i Sprawiedliwość (PiS) aufging, ging Górski den Weg mit. Bereits bei der Parlamentswahlen 2001 hatte er als PP-Mitglied erfolglos auf der PiS-Liste kandidiert. Bis 2005 war er Stadtrat von Posen. Bei den Parlamentswahlen 2005 wurde er über die Liste der PiS mit 8.664 Stimmen für den Wahlkreis 39 Posen in den Sejm gewählt. Bei den Wahlen 2007 wurde er für die PiS, diesmal für den Wahlkreis Piła mit 18.072 Stimmen als Sejmabgeordneter bestätigt. Er war Mitglied der Sejm-Ausschüsse für Abgeordnetenangelegenheiten sowie Wirtschaft. Bei der Europawahl 2009 kandidierte er hingegen ohne Erfolg. Stattdessen wurde er 2011 erneut (diesmal wieder in Posen) in den Sejm gewählt.
Im Mai 2012 verließ er die PiS und schloss sich der Solidarna Polski an. Im Mai 2014 verließ er gemeinsam mit Ludwik Dorn diese Partei bereits wieder. Am 14. September 2015 informierte er über den Beitritt zur Partei KORWiN und repräsentiert seitdem diese im Sejm. Bei der Parlamentswahl 2015 kandidierte er für die KORWiN, die aber mit 4,8 % knapp an der Sperrklausel scheiterte. Anschließend zog er sich aus der Politik zurück.